# نايت أوف شامبيون (2011)
نايت أوف شامبيون 2011 (بالإنجليزية: Night of Champions (2011))‏ هو عرض مصارعة محترفة من فئة الدفع مقابل المشاهدة وهو العرض الخامس من سلسلة عروض نايت أوف شامبيون. تم عرضه يوم 18 سبتمبر 2011 في مدينة بوفالو بولاية نيويورك الأمريكية.

## وصلات خارجية
- Official Night of Champions site